# Daniel Spoerri

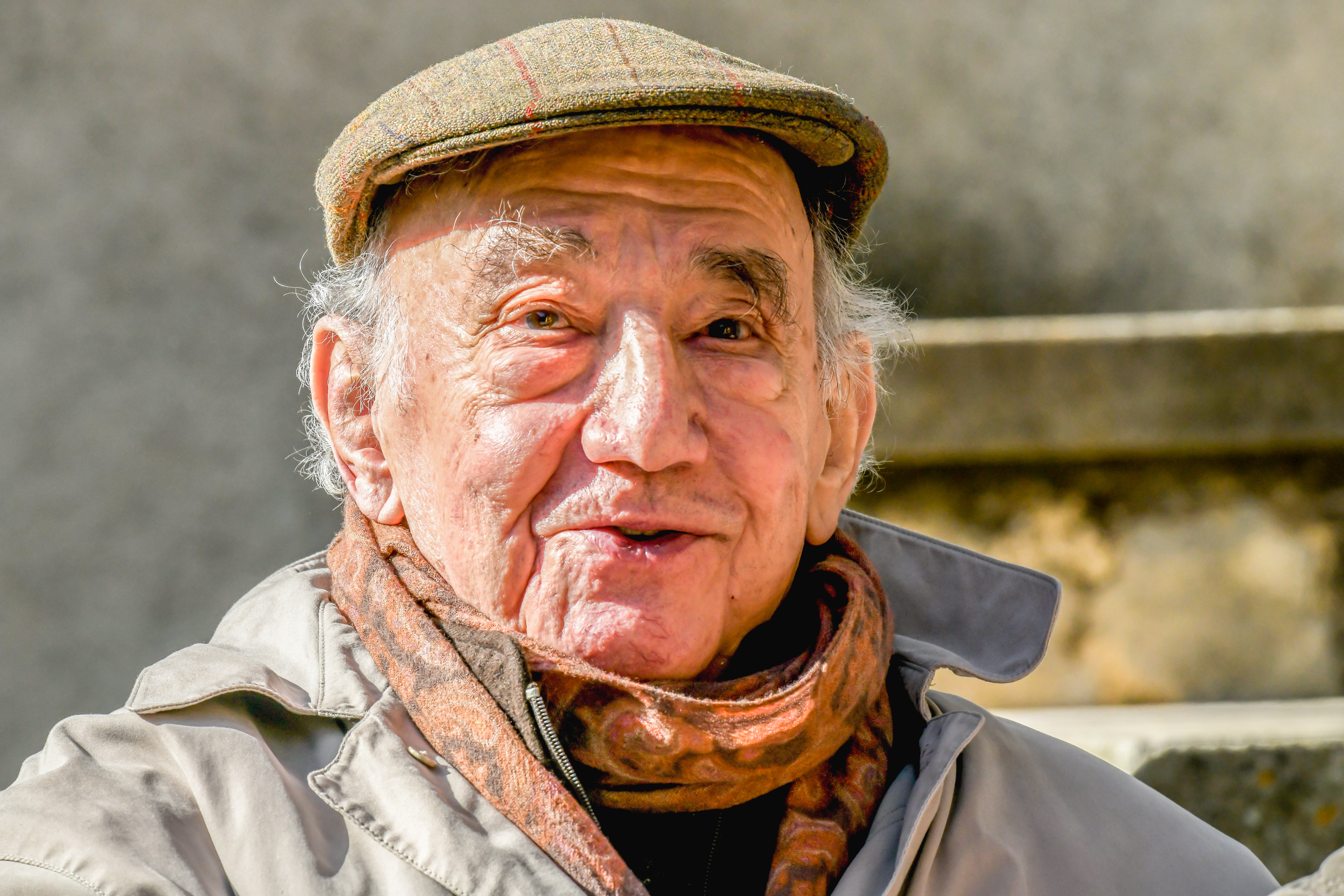
Daniel Spoerri bei der 'Pasquetta 2018' im Giardino bei Seggiano

Daniel Spoerri (* 27. März 1930 in Galați, Rumänien als Daniel Isaac Feinstein; † 6. November 2024 in Wien) war ein Schweizer bildender Künstler, Tänzer und Regisseur rumänischer Herkunft. Er ist einer der bedeutendsten Vertreter der Objektkunst, Mitbegründer der Künstlergruppierung Nouveau Réalisme und gilt als Erfinder der Eat-Art.

## Leben und Werk

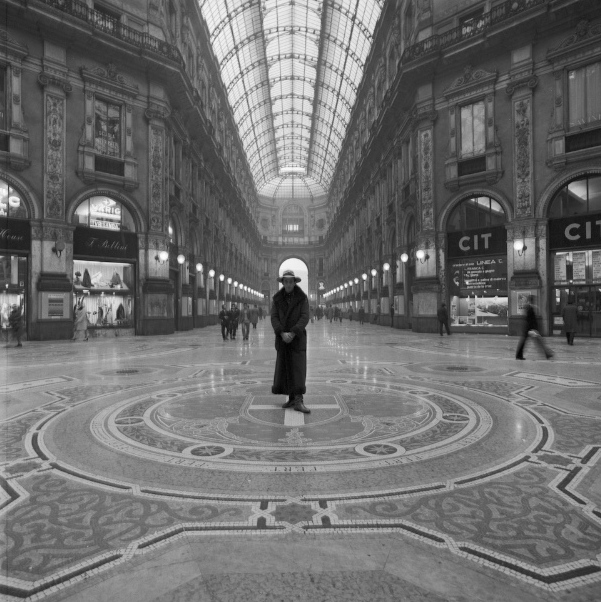
Daniel Spoerri in Mailand (Foto: Lothar Wolleh)

Spoerri wurde als Sohn des Missionars Isaac Feinstein und dessen Ehefrau Lydia Spoerri geboren. Der Vater war nicht nur vom Judentum zum evangelischen Glauben konvertiert, er arbeitete auch für die Norwegische Mission. Als im Sommer 1941 nach Ausbruch des Krieges gegen die Sowjetunion die rumänischen Faschisten seinen Vater im Pogrom von Iași in den Todeszügen ermordeten, flüchtete die Mutter, eine Schweizer Staatsbürgerin, 1942 mit ihren sechs Kindern, darunter die Schauspielerin Miriam Spoerri und der Theologe Theophil Spoerri, in die Schweiz. Dort wurde Spoerri durch seinen Onkel, Theophil Spoerri, den Rektor der Universität Zürich, adoptiert. Nach einer kaufmännischen Lehre arbeitete Spoerri unter anderem als Buchhändler, Obstverkäufer und Fotograf. In dieser Zeit machte er die Bekanntschaft mit Max Terpis, der Spoerri zu einer Tanzausbildung riet.

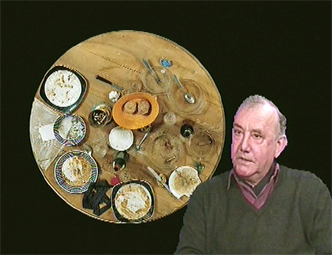
Daniel Spoerri (1995), im Hintergrund ein Fallenbild (Foto: Pantalaskas)

In Zürich und später in Paris studierte Spoerri von 1949 bis 1954 klassischen Tanz und Pantomime. Einige Zeit war er Schüler von Étienne Decroux. Nach seiner Rückkehr wurde er am Stadttheater Bern als Solotänzer engagiert. Am damaligen Kleintheater Bern inszenierte er 1956 die deutschsprachige Erstaufführungen von Ionescos Die kahle Sängerin nach einer Übersetzung von Serge Stauffer und Picassos Wie man Wünsche am Schwanz packt in der Übersetzung von Meret Oppenheim. Während dieser Zeit versuchte sich Spoerri bereits als Regisseur von Kurzfilmen. 1957 arbeitete er als Regieassistent bei Gustav Rudolf Sellner am Landestheater Darmstadt. In Darmstadt bildete sich um Spoerri, Emmett Williams und Claus Bremer ein Kreis konkreter Dichter.
1959 zog Spoerri nach Paris und machte dort bald Bekanntschaft mit Jean Tinguely, Arman, François Dufrêne und Yves Klein und gründete die Edition MAT, die die ersten Multiples herausgab. In Paris entstand Spoerris erste Objektkunst und vor allem seine Tableaux pièges (dt. Fallenbilder; Bilder bzw. Objekte, in denen wie in einer Falle ein Stück Realität gefangen ist). Am 27. Oktober 1960 wurde unter Mitwirkung Spoerris die Gruppe Nouveau Réalisme – Leitung Pierre Restany – gegründet. Weitere Gründungsmitglieder waren Jean Tinguely, Arman, François Dufrêne, Raymond Hains, Yves Klein, Jacques de la Villeglé und Martial Raysse. 1961 war Spoerri in der Ausstellung The Art of Assemblage im New Yorker Museum of Modern Art (MoMA) vertreten. Seine Arbeit Kichkas Frühstück I (Kichka’s Breakfast I) wurde in der Folge vom MoMA angekauft. 1962 war er einer von sechs Teilnehmern der Ausstellung Dylaby in Amsterdam.
1963 gründete Spoerri in der Galerie Dorothea Loehr in Frankfurt am Main das Dorotheanum – gemeinnütziges Institut für Selbstentleibung und nahm im gleichen Jahr am FESTUM FLUXORUM FLUXUS in der Staatlichen Kunstakademie Düsseldorf teil. 1967/68 verbrachte Spoerri ein ganzes Jahr auf der griechischen Insel Symi. In diesem Jahr entstanden 25 Objekte unter dem Titel Gastronomisches Tagebuch – 25 objets de magie à la noix.
Im Jahr 1968 gründete Spoerri die Eat-Art Edition und eröffnete mit dem Wirt Carlo Schröter (* 1935 in Bern; † 31. Juli 2024 in Düsseldorf) das Restaurant der Sieben Sinne am Burgplatz 19 (Ecke Mühlenstraße) in Düsseldorf, das er bis 1982 führte und in dem unter anderem Aktionen mit Joseph Beuys, Robert Filliou, Dieter Roth, Ben Vautier und Emmett Williams stattfanden. Im Erdgeschoss gab es den Bier- und Barbetrieb und im ersten Obergeschoss lag das Restaurant. An der Aussenfassade hingen die Palindrom-Schilder von André Thomkins. 1970 eröffnete er die EAT-ART-Gallery, zusammen mit Hete Hünermann und Carlo Schröter, in der er in der Folgezeit EAT-ART-Bankette veranstaltete, so zum Beispiel Ultima Cena oder Banchetto funebre del Nuovo Realismo. Spoerri initiierte in regelmäßigen Abständen unter Mitwirkung zeitgenössischer Künstler verschiedene Editionen sowie Happenings, deren Relikte auch über die Galerie vertrieben wurden.
1978 wurde er als Professor für Dreidimensionale Gestaltung an die Kölner Werkschulen berufen und lehrte dort bis 1982. Dazwischen gründete er das Musée Sentimental in Köln. 1983 nahm er einen Ruf an die Akademie der bildenden Künste in München an und unterrichtete dort bis 1989. Während dieser Zeit veröffentlichte er auch mehrere Kochbücher, die aber eigentlich doch mehr Kunst als Kochen enthielten.

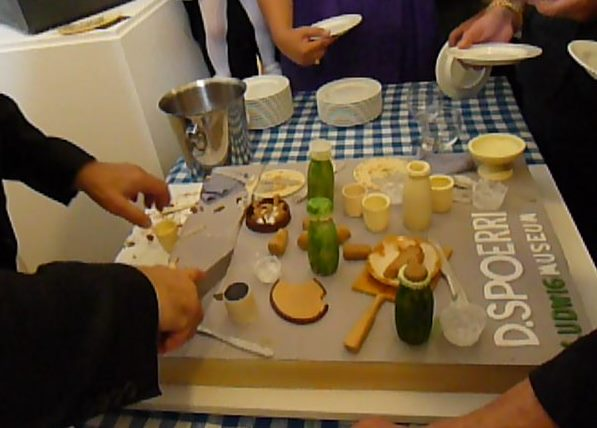
Torte von Daniel Spoerri, Ludwig Museum Koblenz, 2009

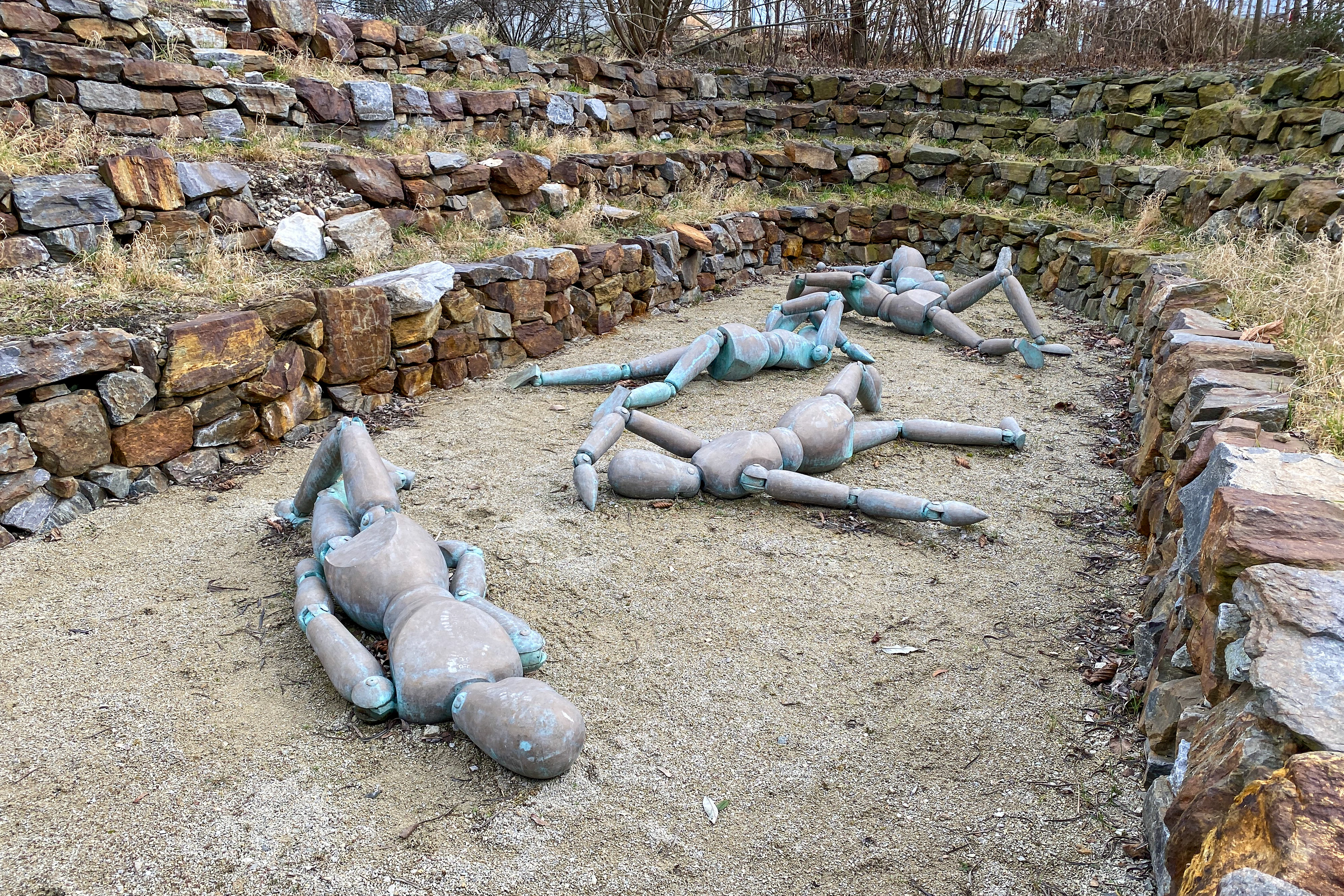
»Dead End«, 2015, Nummer 881, von Daniel Spoerri im Skulpturengarten des NÖ Landesmuseums

Seit Juni 2015 liegt im Hof des Museums Niederösterreich die Skulpturengruppe Dead End, ein Bronzeguss nach Schaufensterpuppen, Tote, Opfer von Verbrechen gegen die Menschlichkeit darstellend.
Im November 2015 und Januar 2016 nutzte der Opernregisseur Bruno Berger-Gorski die Skulptur Carrelino von Daniel Spoerri als dramaturgische Verbindung zweier israelischer Kammeropern in Bonn und Luxemburg. Diese wurden anlässlich des Deutsch-Israelischen Jahres 2015 und im Gedenken an die November-Pogrome inszeniert.
Ab Anfang 2007 lebte Spoerri in Wien. Er war dreimal geschieden, unter anderem von der Kulturhistorikerin Marie-Louise von Plessen und von der deutschen Fotografin Vera Mercer.

## Ständige Ausstellungen

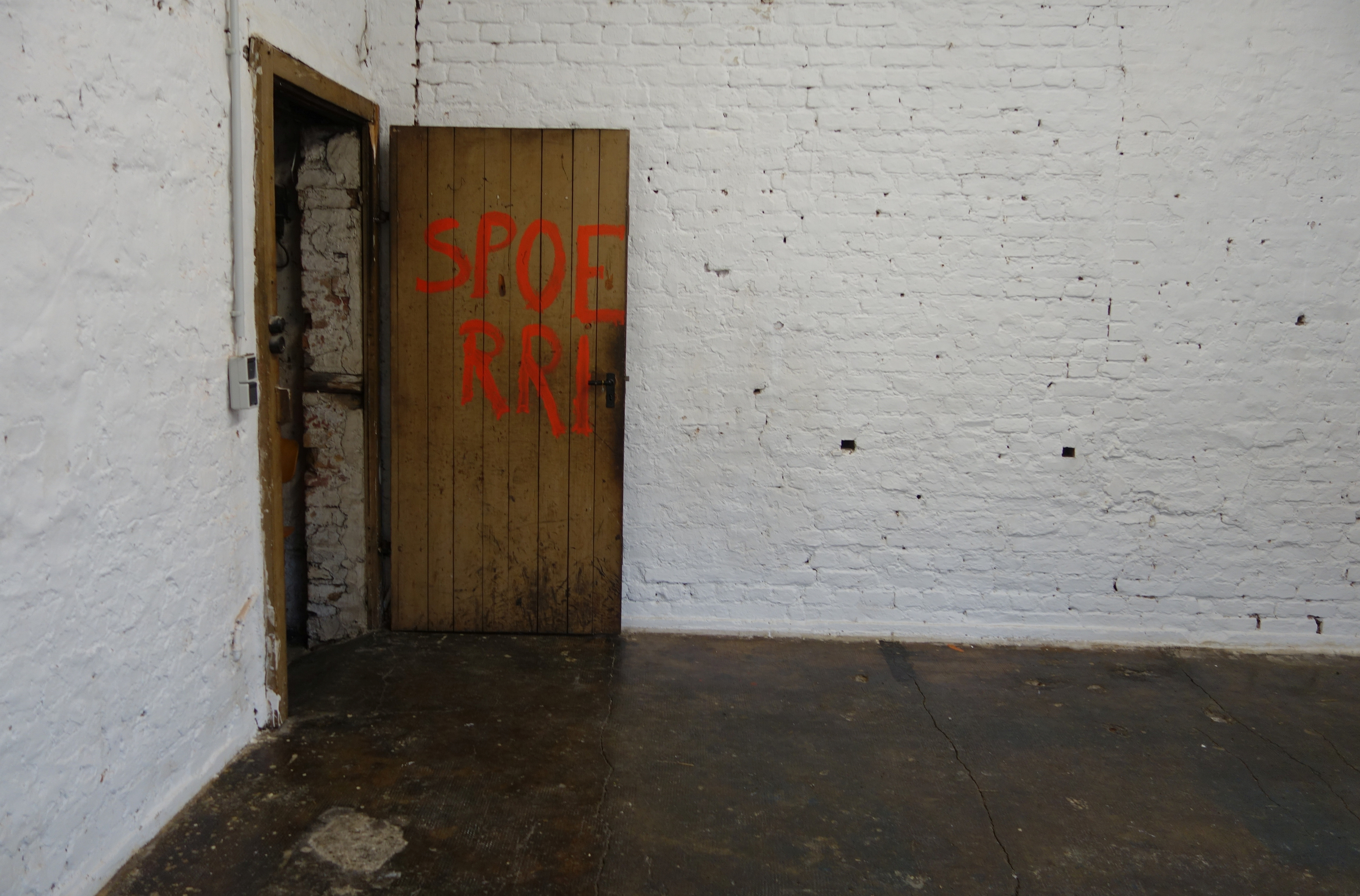
Ehemaliges Spoerri-Atelier in Düsseldorf (2017)

- Il Giardino: Ab ungefähr 1990 ließ sich Spoerri in der Toskana nieder. Am Fuß des Monte Amiata kaufte Spoerri ein großes Areal, auf dem er sukzessive den Skulpturengarten Il Giardino errichtete. Für dieses Projekt, das von Spoerri bis zu seinem Lebensende erweitert wurde, schuf der Künstler selbst einen Großteil der Skulpturen.
- Ausstellungshaus Spoerri: 2009 erwarb Spoerri in Hadersdorf am Kamp zwei am Hauptplatz gelegene Häuser.[13] Das alte Kino (Hauptplatz 16) wurde zum Esslokal Eat Art, das aus dem 13. Jahrhundert stammende ehemalige Kloster (Hauptplatz 23) zum Kunststaulager und Ausstellungshaus umgestaltet. Spoerri gab ihm den Namen Ab Art. Im Jahr 2010 errichtete Spoerri eine Stiftung, bei der das Land Niederösterreich als Letztbegünstigter bestimmt ist. Das Ziel der Stiftung ist, zeitgenössische Kunst und Kultur an Schüler und Jugendliche zu vermitteln. Dabei schenkte er dem Land Niederösterreich 39 seiner Werke im Wert von 3,5 Millionen Euro.[14][15]

## Ausstellungen
- 1961: Erste Einzelausstellung, Galleria Arturo Schwarz, Mailand
- 1972: Retrospektive in Amsterdam, Paris und Zürich.
- 1990: Retrospektive in Paris, Antibes, Wien, Städtische Galerie im Lenbachhaus und Kunstbau München, Genf und Solothurn.[16]
- 1992: Expo ’92, Schweizer Pavillon, Sevilla.
- 1995: Stadthaus Ulm, Ulm
- 1999–2000: SAMMLUNG ESSL – the first view, Essl Museum – Kunst der Gegenwart, Klosterneuburg/Wien
- 2001: FALLOBST – Witz Ironie Kunst, Essl Museum – Kunst der Gegenwart, Klosterneuburg/Wien
- 2001: Retrospektive im Museum Jean Tinguely, Basel
- 2001: Kunsthalle Villa Kobe, Halle (Saale)
- 2002: Eine Revue seiner Kunstobjekte, Greith-Haus, St. Ulrich i. Gr.
- 2003–2004: Permanent 04 – Werke aus der Sammlung Essl, Essl Museum – Kunst der Gegenwart, Klosterneuburg/Wien
- 2005: Esslsbrücke – FotografInnen im Dialog mit Werken der Sammlung Essl, Essl Museum – Kunst der Gegenwart, Klosterneuburg/Wien
- 2007: Passion for Art, Essl Museum – Kunst der Gegenwart, Klosterneuburg/Wien
- 2009: Ludwig Museum, Koblenz
- 2010: Städtische Galerie, Kunsthalle Jesuitenkirche, Aschaffenburg
- 2010: Schloss Achberg, Landkreis Ravensburg
- 2010: Weißt du? Schwarzt du? Arp Museum Bahnhof Rolandseck, Remagen
- 2011–2012: Schönheit und Vergänglichkeit. Immendorff. Kounellis. Music. Quinn. Spoerri. Tàpies, Essl Museum – Kunst der Gegenwart, Klosterneuburg/Wien
- 2012: daniel spoerri im naturhistorischen museum. ein inkompetenter dialog?, Naturhistorisches Museum Wien
- 2014: Vanitas – Ewig ist eh nichts., Georg-Kolbe-Museum, Berlin[17]
- 2015: Lieben und Haben – Liebhaben.Liebhaber.Sammler. Anlässlich des 85. Geburtstags. Hadersdorf am Kamp (Österreich).[18]
- 2016: Kunstforum Ostdeutsche Galerie Regensburg
- 2018: Daniel Spoerri. every, day, life, Galerie Geiger, Konstanz
- 2019: Vera Mercer und Daniel Spoerri. Aufgetischt!, Künstlerhaus Marktoberdorf, Marktoberdorf
- 2021: Daniel Spoerri, Bank Austria Kunstforum Wien
- 2021/22: Daniel Spoerri. Ein Museum der Unordnung, Langen Foundation Neuss

## Öffentliche Sammlungen
Australien
- Queensland Art Gallery/Gallery of Modern Art, Brisbane, QLD

Belgien
- S.M.A.K Stedelijk Museum voor Actuele Kunst, Gent

Deutschland
- Museum am Ostwall, Dortmund
- Sprengel Museum Hannover, Hannover
- Hamburger Kunsthalle, Hamburg
- Städtisches Museum Abteiberg, Mönchengladbach
- KOG – Kunstforum Ostdeutsche Galerie, Regensburg
- Ulmer Museum, Ulm
- Lehmbruck-Museum, Duisburg

Dänemark
- KUNSTEN Museum of Modern Art Aalborg (former Nordjyllands Kunstmuseum), Aalborg
- Randers kunstmuseum, Randers
- Museet for Samtidskunst, Roskilde

Frankreich
- Musée Picasso – Château Grimaldi, Antibes
- le Musée de l’Objet, Blois
- FRAC – Nord-Pas de Calais, Dunkerque
- Musée départemental d’Art ancien et contemporain d'Epinal, Epinal
- MAC Musées d’Art Contemporain, Marseille
- Musée des Beaux-Arts Mulhouse, Mulhouse
- Musée d’Art Moderne et d’Art Contemporain, Nizza
- Château d’Oiron, Oiron
- Centre Georges Pompidou – Musée National d’Art Moderne, Paris
- Musée d’Art Moderne et Contemporain (MAMCS), Strasbourg

Island
- Safn, Reykjavík

Italien
- Il Giardino, Seggiano
- La Serpara, Civitella d’Agliano
- MART – Museo di arte moderna e contemporanea di Trento e Rovereto, Rovereto

Japan
- Toyota Municipal Museum of Art, Toyota Aichi

Österreich
- Neue Galerie Graz
- Essl Museum – Kunst der Gegenwart, Klosterneuburg/Wien
- Bawag Foundation, Wien
- Museum Moderner Kunst Stiftung Ludwig – MUMOK, Wien

Portugal
- Berardo Museum – Collection of Modern and Contemporary Art, Lissabon

Schweden
- Moderna Museet, Stockholm

Schweiz
- Seedamm Kulturzentrum, Pfäffikon
- Kunstmuseum Solothurn, Solothurn
- Haus Konstruktiv, Stiftung für konstruktive und konkrete Kunst, Zürich
- Graphische Sammlung, Schweizerische Nationalbibliothek, Bern

Spanien
- Museu d’Art Contemporani de Barcelona – MACBA, Barcelona
- Museo Vostell Malpartida, Malpartida de Cáceres

Ungarn
- Ludwig Museum – Museum of Contemporary Art – Budapest, Budapest

Vereinigte Staaten
- Museum of Modern Art (MoMA), New York City

Vereinigtes Königreich
- Tate Britain, London (England)

## Auszeichnungen
- 1993: Grand Prix de la Sculpture, Paris
- 2008: Abrogino d'oro, Mailand
- 2008: Eckart Witzigmann-Preis[19]
- 2009: Michelangelo-Preis[20]
- 2015: Silbernes Komturkreuz des Ehrenzeichens für Verdienste um das Bundesland Niederösterreich
- 2016: Lovis-Corinth-Preis[21]
- 2020: Niederösterreichischer Kulturpreis

## Eigene Schriften
- Anekdoten zu einer Topographie des Zufalls, Neuwied und Berlin 1968.
- Heilrituale an bretonischen Quellen (mit Marie-Louise von Plessen), Privatdruck Gredinger, 1978
- Mythology & Maetballs, A Greek Island Diary/Cookbook, Aris Books, Berkeley 1982, ISBN 978-0-671-55812-3.
- Dogma I am God, Nikator Verlag, Dieterswil 1987.